# Брандт, Пер Оге
Пер Оге Брандт (дат. Per Aage Brandt; 26 апреля 1944, Буэнос-Айрес — 11 ноября 2021[…], XII округ Парижа) — датский философ, филолог, поэт, переводчик.

## Биография и карьера
Магистр романской филологии в Копенгагенском университете (1971). Защитил докторскую диссертацию по семиотике в Сорбонне под руководством А. Греймаса (1987). С 1972 — в университете Роскилле, с 1975 — в Орхусском университете, в 1992—2005 руководил Центром семиотики в университете, с 1998 профессор семиотики. Крупнейший специалист по структурно-семиотическому анализу языка, словесности, музыки. Основатель и главный редактор журнала Almen Semiotik. Был приглашенным профессором в École des hautes études en sciences sociales в Париже и в Стэнфордском университете. С 2005 — профессор Университета Кейс Вестерн резерв (США).
Выступал также как джазовый музыкант.

## Труды
Переводил философскую и научную (Мерло-Понти, Деррида, Лакан, Мишель Серр, Альгирдас Греймас) и художественную литературу с немецкого, французского, испанского, португальского, русского языков (Кальдерон, Мольер, Сад, Гёльдерлин, Ницше, Аполлинер, Мишо, Лорка, Жорж Батай, Жабес, Борхес, Нуну Жудисе, А. Парщиков), а также с датского на французский (новеллы В. Хейнесена). Его собственные стихи переведены на английский, французский, немецкий, японский языки.

## Книги стихов
- Стихи/ Poesi (1969)
- Памплона/ Pamplona (1971, премия Государственного фонда искусств)
- Poesi. Wie die Zeit vergeht (1973)
- Эвтаназия/Dødshjælp: poesi (1977)
- Beskyttelse: poesi (1978)
- Indsigt i det nødvendige: poesi (1979)
- Det skulle ikke være sådan: poesi (1982)
- Ondskab (1982)
- Livet i himlen: poesi (1985)
- Fraværsmusik: poesi (1986)
- Credo: poesi (1988)
- Ostinato: Grafik, poesi (1989, в соавторстве с Inge Ellegaard)
- Ingen kan vågne: poesi (1990)
- Rubato: poesi (1991)
- Physis: poesi (1992)
- Largo: poesi (1994, премия Государственного фонда искусств)
- This side up: poesi (1994, двуязычное издание — на датском и франц. языках)
- Ups and downs: poesi (1996)
- Fisk (1997)
- Digte og tegninger (1998)
- Night and day: poesi 1997-99 (1999)
- Om noget—og hvad deraf følger: poesi (2001)
- Final instructions (2002)
- Tændstikhoveder : natbog, poesi (2004)
- Poesi i udvalg 2002—1969 (2004)
- Urt og busk: poesi (2006)
- Oxymoron (2007)
- Negationer: poesi (2007)
- Fandango: poesi (2008)
- Sagittal (2011)
- These hands (2011, пер. на англ. яз.)
- Elegi — poesi (2013)

## Научные работы
- L’analyse phrastique: introduction à la grammatique (1973, на фр. яз.)
- Знак, высказывание, субъект/ Tegn, sætning, subjekt (1974, на дат. яз.)
- Den talende krop: om subjektets samfundsmæssighed: socialsemiotiske skrifter (1980, на дат. яз.)
- Quelques remarques sur la véridiction: hommage aux jefalumpes (1982, в соавторстве с Jean Petitot, на фр. яз.)
- Sandheden, sætningen og døden: semiotiske aspekter af kulturanalysen (1983, диссертация, на дат. яз.)
- Kærlighedens semiotik (1983, на дат. яз.)
- Quatre problèmes de sémiotique profonde (1986, на фр. яз.)
- Sky og krystal: træk af en postmoderne erkendelse (1986, на дат. яз.)
- Модальная конструкция смысла/ La charpente modale du sens: pour une sémio-linguistique morphogénétique et dynamique (1986, диссертация, на фр. яз.)
- Den brændende fornuft: om kvinden og andre problemer (1989, на дат. яз.)
- Mere byrde til kulturen!: femten stykker om fornuftens grænser (1991, на дат. яз.)
- Guds æstetik — om værker og virkelighed (1991, на дат. яз.)
- К семиотике обещания/ Per una semiotica della promessa (1992, на итал. яз)
- Этнические страсти/ Ethnic passions: considerations on a fundamental problem of the humanities and of humanity (1993, на англ. яз.)
- Динамика смысла: этюды по модальной семиотике/ Dynamiques du sens: études de sémiotique modale (1994, на фр. яз.)
- Formalismens æstetiske dynamik; Om kunstens naturgrundlag; Kontingens (1994, на дат. яз.)
- Niveaux et stratégies de la véridiction (1995, в соавторстве с Roberto Flores)
- In media res: семиотическая структура массовой коммуникации/ In media res: la estructura semiótica de la comunicación de masas (1995, на исп. яз.)
- Morphologies of meaning (1995, на англ. яз.)
- Tegn, ting & tanker: semiotiske essays (1998, на дат. яз.)
- Domains and the grounding of meaning (1998, на англ. яз.)
- Det menneskeligt virkelige (2002, на дат. яз.)
- Spaces, domains, and meanings: essays in cognitive semiotics (2004, на англ. яз.)

## Признание
Медаль Эмиля Ореструпа (1993). Большая премия Французской академии по философии (2002). Орден Искусств и литературы (2002)